# Helen Varcoe
Helen Gradwell Varcoe (* 18. Februar 1907 in London; † 7. Mai 1995 in Truro, Cornwall) war eine britische Schwimmerin.
Varcoe vertrat ihr Land bei den Olympischen Sommerspielen 1932 in Los Angeles, wo sie Teil der britischen 4-mal-100-Meter-Freistilstaffel war. In dem fünf Mannschaften umfassenden Starterfeld konnte sie gemeinsam mit Margaret Cooper, Valerie Davies und Edna Hughes die Bronzemedaille gewinnen. Die hierfür benötigte Zeit lag bei 4:52,4 Minuten.